# Abu Albaracate Albagdadi
Abu Albaracate Hibate Alá ibne Malca Albagdadi (em árabe: أبو البركات هبة الله بن ملكا البغدادي, lit. 'Abu'l-Barakāt Hibat Allah ibn Malkā al-Baghdādī'; c. 1080 – 1164/65) foi um filósofo islâmico, médico e físico de ascendência judaica de Bagdá, no Iraque. Abu Albaracate, um contemporâneo mais velho de Maimônides, era originalmente conhecido por seu nome de nascimento hebraico Baruque bem Malca e recebeu o nome de Natanael por seu aluno Isaque bem Esdras antes de sua conversão do Judaísmo ao Islão mais tarde em sua vida.
Seus escritos incluem a obra filosófica anti-aristotélica Kitāb al-Muʿtabar ("O Livro do que foi Estabelecido por Reflexão Pessoal"); um comentário filosófico sobre o Kohelet; e o tratado "Sobre a Razão pela qual as Estrelas são Visíveis à Noite e Ocultas Durante o dia". Abu'l-Barakas foi um filósofo aristotélico que em muitos aspectos seguiu Avicena, mas também desenvolveu suas próprias ideias. Ele propôs uma explicação da aceleração da queda de corpos pelo acúmulo de sucessivos incrementos de potência com sucessivos incrementos de velocidade.
Seu pensamento influenciou a escola iIuminacionista de filosofia islâmica clássica, o filósofo judeu medieval Ibne Kamuna, e os filósofos cristãos medievais Jean Buridan e Alberto da Saxônia.